# Witte schijfhoren
De witte schijfhoren (Gyraulus albus) is een slakkensoort uit de familie van de Planorbidae. De wetenschappelijke naam van de soort werd in 1774 als Planorbis albus voor het eerst geldig gepubliceerd door Otto Friedrich Müller.

## Beschrijving
De witte schijfhoren is een zoetwater-huisjesslak. De schaal van deze soort is vrij klein en bereikt een hoogte van 1,3 tot 1,8 mm en een breedte van 4 tot 7 mm. De schelp van deze soort is wit tot geelbruin (soms verduisterd door modderafzettingen), vaak groenachtig door begroeiing met algen. De schelp heeft een karakteristieke spiraalvormige sculptuur. Het is schijfvormig met tot 4 regelmatig in grootte toenemende, gelijkmatig afgeronde windingen, die uitzetten in de richting van de opening. De opening en de kransen zijn gebogen en hebben geen kiel.

## Habitat en ecologie
De witte schijfhoren leeft tussen de vegetatie op modderbodems en soms op meer zandige bodems van zowel stilstaande als stromende wateren met vaak een rijkere plantengroei. Is vooral algemeen in sloten en kleinere wateren. De soort komt onder ander voor in Nederland en België.
Anisus:
leucostoma · 
septemgyratus · 
spirorbis · 
vortex · 
vorticulus

Gyraulus:
acronicus · 
albus · 
chinensis · 
crista · 
laevis · 
parvus · 
riparius · 
rossmaessleri

Planorbarius:
corneus · 
†peetersi · 
Planorbella:
anceps · 
duryi · 
trivolvis · 
Planorbis:
carinatus · 
planorbis

Overig:
Bathyomphalus contortus · Helisoma nigricans · Hippeutis complanatus · Menetus dilatata · Segmentina nitida